# Macrosiphum rosae
Macrosiphum rosae är en insekt i familjen långrörsbladlöss (Aphididae). Det svenska trivialnamnet rosenbladlus förekommer för arten. Det ursprungliga utbredningsområdet ligger i Europa.
Denna bladlus blir cirka 2 mm lång. Kroppen har en grön till ljusröd färg. Kännetecknande är två svarta rörliknande utskott på bakkroppen.
Artens imago hittas vanligen mellan juni och oktober på rosor. Den kan även förekomma som parasit på jordgubbar, mjölkört (Chamerion angustifolium) och väddväxter (Dipsacaceae).
Hos denna bladlus förekommer två fortplantningssätt. Under sommaren uppkommer nya exemplar genom partenogenes (jungfrufödsel). Senare under sommaren lägger honorna ägg som kläcks under följande år. De nykläckta ungarna är hannar och honor som har vingar och som förökar sig sexuellt.
Macrosiphum rosae lever främst på växtens unga skott och outslagna blommor samt ibland på blad. Skadlig är främst artens honungsdagg.